# Laxou
Laxou település Franciaországban, Meurthe-et-Moselle megyében. Lakosainak száma 15 126 fő (2022. január 1.). Laxou Chaligny, Champigneulles, Maron, Maxéville, Nancy és Villers-lès-Nancy községekkel határos.

## Népesség
A település népességének változása:
| Lakosok száma | 15 898 | 17 018 | 15 490 | 15 359 | 14 681 | 14 301 | 14 444 | 14 366 | 14 445 | 15 126 |
|               | 1968   | 1982   | 1990   | 2006   | 2013   | 2015   | 2017   | 2019   | 2020   | 2022   |